# Facundo Quignon
Facundo Tomás Quignon (Buenos Aires, 2 de mayo de 1993) es un futbolista profesional argentino que se desempeña como  mediocampista y actualmente juega en Belgrano de la Liga Profesional de Fútbol.

## Trayectoria

### River Plate
Siendo juvenil en River, fue el jugador que formó parte de aquel plantel campeón de la Libertadores sub-20 en el 2012, cumpliendo la función de doble "5"

### San Lorenzo de Almagro
Quignon llegó a San Lorenzo en julio de 2013, como jugador libre de River Plate. Edgardo Bauza lo promovió en enero de 2014 desde la reserva para entrenar con la primera del club.
Debutó en primera división con la camiseta de San Lorenzo como titular el día 19 de abril de 2014 en un partido frente a Newell's Old Boys. Convirtió su primer gol en Primera división el día 3 de mayo de 2014. Contra Atlético de Rafaela. Con ese tanto liquidó el partido para el conjunto de Boedo, el partido terminó 2-0.

### Newell's Old Boys
El 2 de julio de 2016, tras no tener lugar en el primer equipo de San Lorenzo, Quignon firma contrato por un año y a préstamo con opción de compra de 2 millones de dólares.

### San Lorenzo de Almagro
El 2 de julio de 2017, Quignon vuelve de su préstamo a San Lorenzo, luego de que Newell's Old Boys no hiciese uso de la opción de compra.

### Lanús
El jugador comunica que no va a renovar su contrato y Lanús compra el  50 % del pase, firmando contrato  por 3 temporadas hasta junio de 2021.

## Selección nacional
Quignon integró el plantel argentino en el Mundial Sub-17 de 2009.

## Estadísticas

### Clubes
- Actualizado hasta el 6 de agosto de 2023.

| Club                        | Div.          | Temporada     | Liga  | Liga  | Liga   | Copas nacionales | Copas nacionales | Copas nacionales | Torneos internacionales | Torneos internacionales | Torneos internacionales | Total | Total | Total  | Media goleadora |
| Club                        | Div.          | Temporada     | Part. | Goles | Asist. | Part.            | Goles            | Asist.           | Part.                   | Goles                   | Asist.                  | Part. | Goles | Asist. | Media goleadora |
| --------------------------- | ------------- | ------------- | ----- | ----- | ------ | ---------------- | ---------------- | ---------------- | ----------------------- | ----------------------- | ----------------------- | ----- | ----- | ------ | --------------- |
| San Lorenzo Argentina       | 1.ª           | 2013-14       | 4     | 1     | 0      | 1                | 0                | 0                | 0                       | 0                       | 0                       | 5     | 1     | 0      | 0.2             |
| San Lorenzo Argentina       | 1.ª           | 2014          | 3     | 0     | 0      | -                | -                | -                | 1                       | 0                       | 0                       | 4     | 0     | 0      | 0               |
| San Lorenzo Argentina       | 1.ª           | 2015          | 6     | 0     | 1      | 1                | 0                | 0                | 3                       | 0                       | 0                       | 10    | 0     | 1      | 0               |
| San Lorenzo Argentina       | 1.ª           | 2016          | 0     | 0     | 0      | 0                | 0                | 0                | 1                       | 0                       | 0                       | 1     | 0     | 0      | 0               |
| San Lorenzo Argentina       | 1.ª           | 2017-18       | 15    | 0     | 0      | 0                | 0                | 0                | 1                       | 0                       | 0                       | 16    | 0     | 0      | 0               |
| San Lorenzo Argentina       | Total club    | Total club    | 28    | 1     | 1      | 2                | 0                | 0                | 6                       | 0                       | 0                       | 36    | 1     | 1      | 0.03            |
| Newell's Old Boys Argentina | 1.ª           | 2016-17       | 22    | 0     | 3      | 1                | 0                | 0                | 0                       | 0                       | 0                       | 23    | 0     | 3      | 0               |
| Newell's Old Boys Argentina | Total club    | Total club    | 22    | 0     | 3      | 1                | 0                | 0                | 0                       | 0                       | 0                       | 23    | 0     | 3      | 0               |
| Lanús Argentina             | 1.ª           | 2018-19       | 19    | 0     | 1      | 8                | 1                | 0                | -                       | -                       | -                       | 27    | 1     | 1      | 0.04            |
| Lanús Argentina             | 1.ª           | 2019-20       | 27    | 0     | 0      | 2                | 0                | 0                | 10                      | 1                       | 0                       | 39    | 1     | 0      | 0.03            |
| Lanús Argentina             | 1.ª           | 2020-21       | 11    | 0     | 0      | 0                | 0                | 0                | 3                       | 0                       | 0                       | 14    | 0     | 0      | 0               |
| Lanús Argentina             | Total club    | Total club    | 57    | 0     | 1      | 10               | 1                | 0                | 13                      | 1                       | 0                       | 80    | 2     | 1      | 0.03            |
| F. C. Dallas Estados Unidos | 1.ª           | 2020-21       | 18    | 0     | 0      | 0                | 0                | 0                | 0                       | 0                       | 0                       | 18    | 0     | 0      | 0               |
| F. C. Dallas Estados Unidos | 1.ª           | 2021-22       | 27    | 2     | 0      | 0                | 0                | 0                | 0                       | 0                       | 0                       | 27    | 2     | 0      | 0.07            |
| F. C. Dallas Estados Unidos | 1.ª           | 2022-23       | 22    | 1     | 1      | 1                | 0                | 0                | 3                       | 1                       | 0                       | 26    | 2     | 1      | 0.08            |
| F. C. Dallas Estados Unidos | Total club    | Total club    | 67    | 3     | 1      | 1                | 0                | 0                | 3                       | 1                       | 0                       | 71    | 4     | 1      | 0.06            |
| Total carrera               | Total carrera | Total carrera | 174   | 4     | 6      | 14               | 1                | 0                | 22                      | 1                       | 0                       | 210   | 7     | 6      | 0.03            |

## Palmarés

### Campeonatos nacionales
| Título              | Club                   | País      | Año  |
| ------------------- | ---------------------- | --------- | ---- |
| Supercopa Argentina | San Lorenzo de Almagro | Argentina | 2015 |

### Campeonatos internacionales
| Título                   | Club                   | Sede         | Año  |
| ------------------------ | ---------------------- | ------------ | ---- |
| Copa Libertadores Sub-20 | River Plate            | Lima         | 2012 |
| Copa Libertadores        | San Lorenzo de Almagro | Buenos Aires | 2014 |